# Журист, Эдуард
Эдуард Журист (при рождении Юрист; 22 февраля 1928, Кишинёв, Бессарабия, Румыния — 2004, Бухарест) — румынский писатель (детская литература, юмор и проза в жанре научной фантастики) и драматург.

## Биография
Из еврейской семьи: его мать Изабелла была преподавательницей иностранных языков, занималась переводами художественной прозы с русского языка (Александр Бек, 1960); отец Мозес Журист был служащим.
После окончания лицея «Матей Басараб» в Бухаресте (1946), поступил на факультет филологии и философии Бухарестского университета. Ещё будучи студентом, работал редактором в отделе литературы для детей Государственного издательства. В этот период начал свою деятельность писателя и переводчика. В 1948 году перешёл на Румынское государственное радиовещание, где работал сначала редактором, потом возглавлял редакцию для детей и юношества. Автор сценариев для детского радиотеатра.

## Избранные произведения
- Для вас, дети, 1955.
- Сирена в подземелье, 1957.
- Яйцо голубя: необычайные приключения некоего Майка Смита, рассказанные им самим, Издательство Молодежи, 1963.
- Дуцу, Луку и весенние каникулы, 1975.
- Очки письменной истории, 1976, Издательство «Ион Крянгэ».
- Узники в космическом пространстве, 1979, Издательство Albatros (очерки и юмористические рассказы).
- Последнее космическое путешествие.
- Юмор-экспресс, 1984.
- Ночная агрессия, Альманах Anticipația, 1984.
- Хрустальная чаша.
- Темы для разговора, Издательство Albatros, 1989 (очерки и юмористические рассказы).
- Umordinatorul — словарь впечатлений, издательство Tritonic, 2001, 254 стр. ISBN 973-8051-30-4
- Tapul fotograf: povesti, Bucuresti: Tritonic, 2001.

## На русском языке
- Дуцу, Луку и весенние каникулы. М.: Детская литература, 1982. — 159 с.